# Evangelische Kirche Wittekindshof

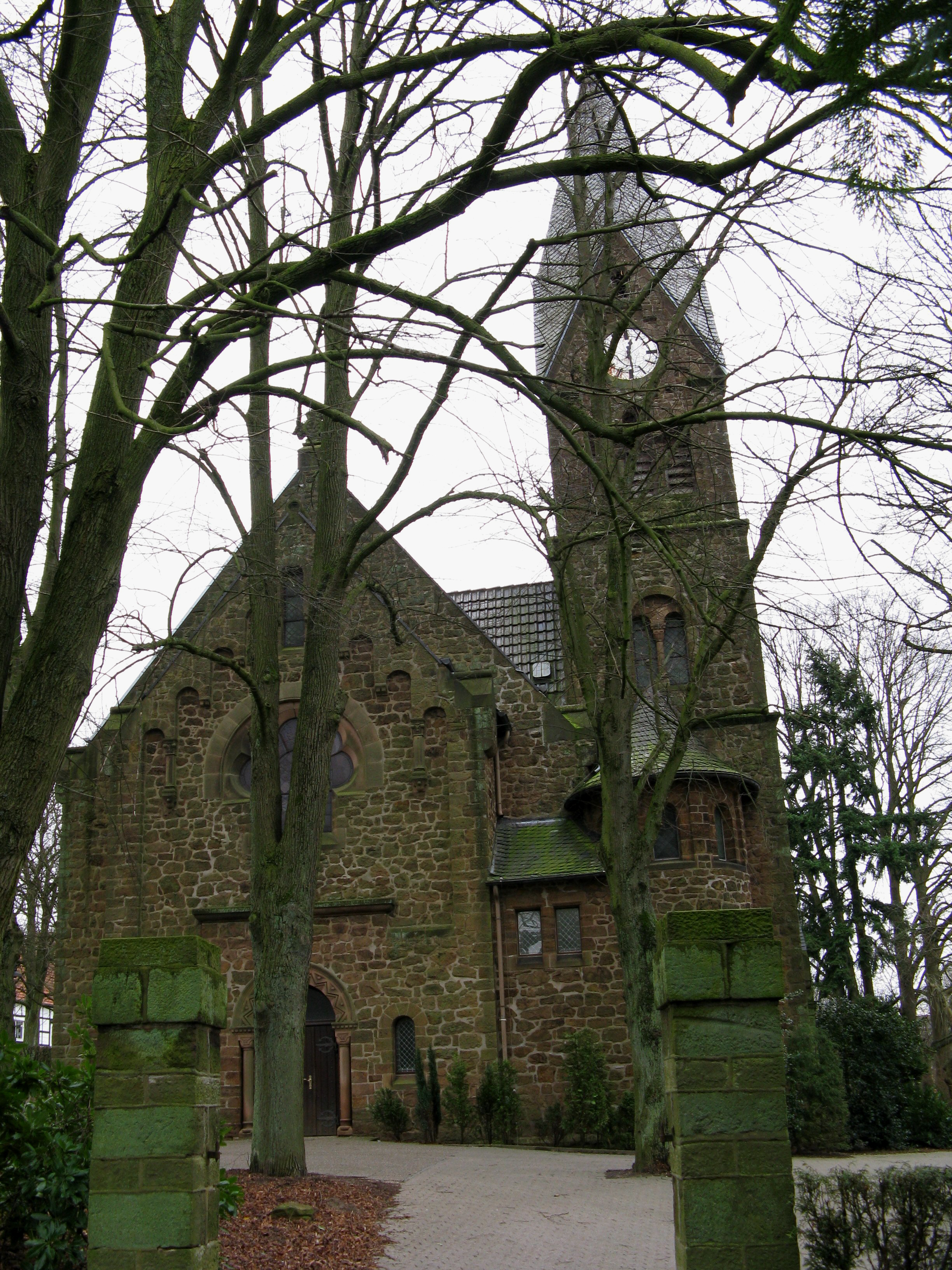
Evangelische Kirche Wittekindshof

Die Evangelische Kirche Wittekindshof im Stadtteil Volmerdingsen der Stadt Bad Oeynhausen ist eine Filialkirche der Evangelisch-Lutherischen Kirchengemeinde Volmerdingsen-Wittekindshof, die dem Kirchenkreis Vlotho der Evangelischen Kirche von Westfalen angehört.

## Geschichte und Architektur
Nach der Gründung der Anstalt Wittekindshof 1887 durch Hermann Krekeler, Pfarrer der Evangelischen Kirche Volmerdingsen, wurde 1899 eine Anstaltskirchengemeinde ausgepfarrt. Zunächst wurde ein Betsaal für Gottesdienste genutzt. 1903 begann der Bau der Anstaltskirche, die 1904 geweiht wurde. Die Pläne der Kirche schuf Karl Siebold.
Der neuromanische Sandsteinbau wurde 1974 renoviert. Die Orgel wurde 1957 bei Gustav Steinmann Orgelbau in Vlotho angefertigt und 2000 renoviert, die vier Glocken im Turm stammen ebenfalls von 1957.
2007 schlossen sich die Kirchengemeinden Volmerdingsen und Wittekindshof wieder zusammen.